# Heppenheim (Bergstraße)
Heppenheim é uma cidade da Alemanha localizada no distrito de Bergstrasse da região administrativa de Darmstadt, estado de Hessen.

## Cidadãos notórios
- Franz Lambert (1948—), compositor e organista
- Sebastian Vettel (1987—), automobilista